# Królestwo Imeretii
Królestwo Imeretii – jedno z niezależnych gruzińskich państw dzielnicowych powstałych w XV w. wskutek rozpadu Królestwa Gruzji. Wcielone do Rosji na początku XIX stulecia.

## Historia
W XV w., na skutek głębokiego kryzysu wewnętrznego, Królestwo Gruzji rozpadło się na trzy odrębne królestwa rządzone przez różne gałęzie dynastii Bagratydów: Królestwo Kartlii i Królestwo Kachetii na wschodnie oraz Królestwo Imeretii w części zachodniej. Przyczyną tego stanu rzeczy były najazdy zewnętrzne (walka Złotej Ordy i Tamerlana o kontrolę nad Zakaukaziem), jak również ambicje gruzińskich feudałów dążących do jak największej samodzielności.
Królestwo Imeretii rządzone było przez Bagratydów-potomków Dawida, syna królowej Rusudan. Stolicą państwa było Kutaisi. W XV i na pocz. XVI w. było na tyle silnym organizmem państwowym, by z powodzeniem odpierać ataki tureckie. Energiczne rządy królów Bagrata I i Aleksandra I pozwoliły na utrzymywanie integralności terytorialnej kraju i sprzeciwianie się ambicjom wielkich rodów możnowładczych, aspirujących do utworzenia własnych księstw. Dopiero w latach 40. XVI w. władcy Imeretii stracili kontrolę nad księstwami Megrelii, Abchazji i Gurii, a z czasem także nad Swanetią, Raczą i Leczhumi. Władcy wymienionych organizmów pozostawali jedynie nominalnie lennikami królów imeretyńskich. Sami władcy Imeretii popadli w zależność od Turcji, zostali zmuszeni do wpuszczenia na terytorium kraju garnizonów tureckich; jeden z nich znalazł się nawet w stolicy państwa. Na sytuację wewnętrzną w Imeretii wpływ miały nie tylko władze centralne Turcji, ale i jej dostojnicy zarządzającymi dzielnicami graniczącymi z gruzińskim królestwem. Turcy działali dodatkowo na rzecz osłabienia Imeretii i innych państw zachodniogruzińskich, skłócając ze sobą ich władców. W celu ratowania własnej niezależności od XVII w. królowie Imeretii (podobnie jak władcy Kartlii i Kachetii) zwracali się o pomoc do Rosji, nie uzyskując jednak oczekiwanego wsparcia. Carowie przekazywali jedynie dary pieniężne Gruzińskiemu Kościołowi Prawosławnemu lub jego poszczególnym instytucjom lub przyjmowali w Rosji wygnanych z Gruzji władców lub politycznych emigrantów.
Próbę przeprowadzenia szeroko zakrojonych reform wewnętrznych w państwie podjął w 1752 król Imeretii Solomon I. Działał on na rzecz ograniczenia samowoli feudałów, odbudowy zrujnowanej przez najazdy i walki wewnętrzne gospodarki kraju i ostatecznie wyzwolić się spod wpływów tureckich. Uzyskał poparcie aznaurów, tj. pomniejszych feudałów, jak również książąt Gurii i Megrelii. Jego decyzje wzbudzały natomiast opór wśród najpotężniejszych możnowładców, którzy w 1757 poparli turecki najazd na Imeretię. Solomon I dwukrotnie odparł jednak wojska osmańskie. W 1758 zawarł także traktat sojusznicy z królem Kartlii Herakliuszem II, w którym obydwa państwa zobowiązywały się do wzajemnej pomocy w przypadku zewnętrznej agresji przeciwko jednemu z nich.
W czasie wojny rosyjsko-tureckiej lat 1768-1774 walki toczyły się także na terytorium Imeretii. Na teren kraju weszły wojska tureckie, a następnie siły rosyjskiego gen. Totlebena, który szybko znalazł się w konflikcie z Solomonem I. Mimo to rosyjsko-gruzińska współpraca wojskowa pozwoliły na niemal całkowite usunięcie Turków z Imeretii. Kończący wojnę traktat w Küczük Kajnardży nie gwarantował jednak Imeretii całkowitej niezawisłości, uznając jej niepodległość przy zastrzeżeniu, iż pozostawała w sferze wpływów Turcji. Turcja nie chciała jednak doprowadzić do kolejnej wojny z Rosją i zaprzestała ingerowania w wewnętrzne sprawy królestwa. Był to jednak stan niepewny; władcy wszystkich państw gruzińskich zdawali sobie sprawę, że mogą zostać ponownie zaatakowani przez Turcję lub Persję, gdy tylko sprzyjać temu będzie koniunktura polityczna. Wskutek walk wewnętrznych i agresji zewnętrznych miasta Królestwa Imeretii w XVIII w. były zniszczone. Żaden ośrodek miejski w Imeretii nie jest wymieniany wśród znaczących takich ośrodków na terenie dawnego Królestwa Gruzji. Okres rządów Solomona I był natomiast czasem rozwoju kultury, gdyż władca był wielkim mecenasem nauki i literatury.

### Włączenie Imeretii do Rosji
Po śmierci Solomona I tron objął po nim Solomon II. W 1801 zdołał on podporządkować sobie księstwo Megrelii; jego władca Grzegorz Dadiani podjął wówczas rozmowy z Rosją i w grudniu 1801 uznał jej protektorat. Trzy lata później do tego samego został zmuszony sam król Imeretii, który bezskutecznie poszukiwał pomocy przeciwko Imperium Rosyjskiemu w Turcji. Nie mogąc pogodzić się z utratą niepodległości, Solomon II zbiegł ze stolicy w Kutaisi i najpierw usiłował nakłonić Turków do wystąpienia zbrojnego przeciwko Rosji, a gdy wysiłki te zakończyły się fiaskiem - zaczął organizować antyrosyjskie powstanie. W 1810 został oficjalnie zdetronizowany, a Imeretia włączona do Rosji. Ostatni król Imeretii poniósł w walce zbrojnej klęskę i musiał ratować się ucieczką do Turcji. Ostatnie powstanie wyzwoleńcze w Imeretii miało miejsce w latach 1819-1820 i również zostało stłumione przez wojska rosyjskie.